# Christian Jungen
Christian Jungen (* 7. Mai 1973 in Winterthur) ist ein Schweizer Filmhistoriker, Filmkritiker und Buchautor. Er ist Artistic Director und gesamtverantwortlicher Leiter des Zurich Film Festival.

## Leben
Christian Jungen studierte Italienische Sprach- und Literaturwissenschaft, Geschichte und Filmwissenschaft an der Universität Zürich. 2006 wurde er in Filmwissenschaft mit einer Dissertation über das Verhältnis von Hollywood und dem Filmfestival Cannes promoviert.
Zum Cinéphilen wurde Jungen, als er 1991 im neu eröffneten Arthouse-Kino Loge in Winterthur als Kassier zu arbeiten begann und alle Filme gratis sehen konnte. Den Job hatte ihm der Mäzen und Filmproduzent George Reinhart gegeben. Bald darauf gründete Jungen an der Kantonsschule einen Filmclub, bei dem Regisseure wie Christian Frei und Markus Imhoof zu Gast waren. 1995 begann Jungen als Filmkritiker für den Landboten und Radio Eulach (später Radio Top) zu arbeiten. Mehrere Jahre schrieb er auch für den Blick, TR7/TV Star, Aargauer Zeitung und Basler Zeitung. Von 2009 bis 2016 war er Autor für das von Erich Gysling geleitete Jahrbuch Weltrundschau.
2009 wurde er Filmredaktor und 2017 Kulturchef der NZZ am Sonntag. 2014 gründete er zusammen mit Karl Spoerri, dem künstlerischen Direktor des Zurich Film Festival, und Felix E. Müller, dem damaligen Chefredaktor der NZZ am Sonntag, die Filmzeitschrift Frame, deren Redaktionsleiter er bis 2019 war. Von 2011 bis 2017 war er Präsident des Schweizerischen Verbandes der Filmjournalisten. 2011 gründete er zusammen mit Vertretern des Filmfestivals Locarno die Critics Academy, ein Förderprogramm für junge Filmjournalisten. Von 2013 bis 2018 war er Mitglied der Zürcher Filmkommission.
Jungen fungierte in verschiedenen Festivaljurys, unter anderem 2008 in der Fipresci-Jury des Festival international de Films de Fribourg, 2009 in der Jury für die Opera prima am Locarno Film Festival, 2010 in der Fipresci-Jury des Festival von Cannes und 2013 in der Hauptjury des Dokumentarfilmfestivals Visions du Réel in Nyon. Er ist Mitglied der Schweizer Filmakademie und der Europäischen Filmakademie.
Er hat eine Biografie über Moritz de Hadeln geschrieben.
Im April 2019 wurde bekannt, dass Jungen 2020 Karl Spoerri als künstlerischer Leiter des Zurich Film Festivals nachfolgt. Dafür hat er seine Stelle als Kulturchef der «NZZ am Sonntag» aufgegeben. Unter seiner Leitung fand das Zurich Film Festival auch in der COVID-19-Pandemie zweimal als physischer Event statt und avancierte mit 137'000 Besuchern 2022 zum grössten Filmfestival der Schweiz.
Auf seine Initiative hin übernahm das Zurich Film Festival 2023 das in Konkurs gegangene Kino Kosmos an der Europaallee in Zürich und eröffnete es mit dem 19. ZFF wieder unter dem Namen Frame. Der Name ist eine Hommage an die von Jungen gegründete gleichnamige Filmzeitschrift, verweist aber auch darauf, dass im Kino die Filme durch Einleitungen in einen Rahmen (englisch: frame) gestellt werden. Das ganzjährige Programm der sechs Kino-Säle entspricht der DNA des ZFF, gezeigt wird ein Mix aus gehobenen Mainstream-Titeln, Arthouse-Produktionen, Dokumentarfilmen und Schweizer Filmen.

## Auszeichnungen
- 2010: Auszeichnung des Börsenvereins des deutschen Buchhandels für Hollywood in Canne$[8]
- 2011: Prix Pathé für Filmpublizistik[9]

## Publikationen
- Bryan Adams Mustang im Kino. In: Cinema Nr. 49: Musik. Marburg 2004. ISBN 978-3-89472-600-3
- Der Journalist, ein Geschäftspartner der Studios. In: Demnächst in Ihrem Kino. Marburg 2005. ISBN 978-3-89472-389-7
- Hollywood in Canne$: Die Geschichte einer Hassliebe. Marburg 2008. ISBN 978-3-89472-521-1
- Moritz de Hadeln: Mister Filmfestival. Zürich 2018. ISBN 978-3-907625-98-9
- Forging a Cultural Elite: Nyon and the Age of Festival Programmers. In: Documentary Film Festivals Vol. 1, Aida Vallejo, Ezra Winton (Hg.). Basingstoke 2020, ISBN 978-3-030-17319-7.
- Der Schweizer Film ist heute mutiger als die Filmkritik. In: Cinema Nr. 66: Mut. Marburg 2021.
- Setzt wieder auf Blau-Weiss und gebt uns den Heugümper zurück!. In: Grasshoppers: Fussball in Zürich seit 1886, Baumann, Bosshard, Keller (Hg.). Zürich 2022, ISBN 978-3-907291-24-5.